# Verwaltungsgemeinschaft Gardelegen Stadt
Die Verwaltungsgemeinschaft Gardelegen Stadt war eine Verwaltungsgemeinschaft im Altmarkkreis Salzwedel in Sachsen-Anhalt, in ihr waren die Stadt Gardelegen (Sitz der Verwaltungsgemeinschaft) und drei umliegende Gemeinden zusammengeschlossen.
Die ehemaligen Gemeinden mit ihren Ortsteilen:
- Berge mit Ackendorf, Laatzke und Ziegelei
- Hansestadt Gardelegen mit Ipse, Isenschnibbe, Lindenthal, Weteritz, Zienau und Ziepel
- Hemstedt mit Lüffingen
- Kloster Neuendorf

Am 1. Juli 2009 wurde die Verwaltungsgemeinschaft aufgelöst; die Gemeinden wurden in die Stadt Gardelegen eingegliedert, die Einheitsgemeinde wurde.